# Маскаренские острова
Маскаре́нские острова́ (англ. Mascarene Islands, фр. Mascareignes, порт. Ilhas Mascarenhas) — архипелаг в Индийском океане, расположенный в 650 км восточнее Мадагаскара, включает острова Реюньон (Réunion), Маврикий (Mauritius) и Родригес (Rodrigues). Иногда к Маскаренским островам относят также группу островов Каргадос-Карахос (Cargados Carajos), расположенную севернее.
Остров Реюньон является заморским департаментом Франции, остальные острова составляют государство Маврикий, входящее в британское Содружество наций.
Острова названы в честь выдающегося португальского мореплавателя и политического деятеля XVI века Педру ди Машкареньяша (порт. Pedro de Mascarenhas).

## География

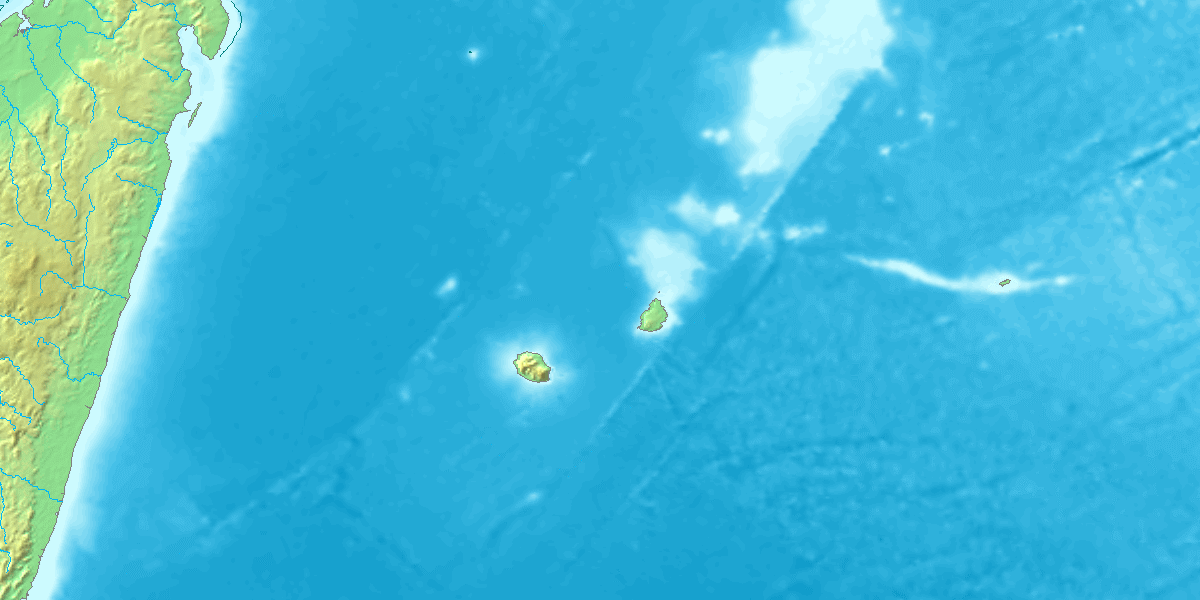
Топографическая карта островов

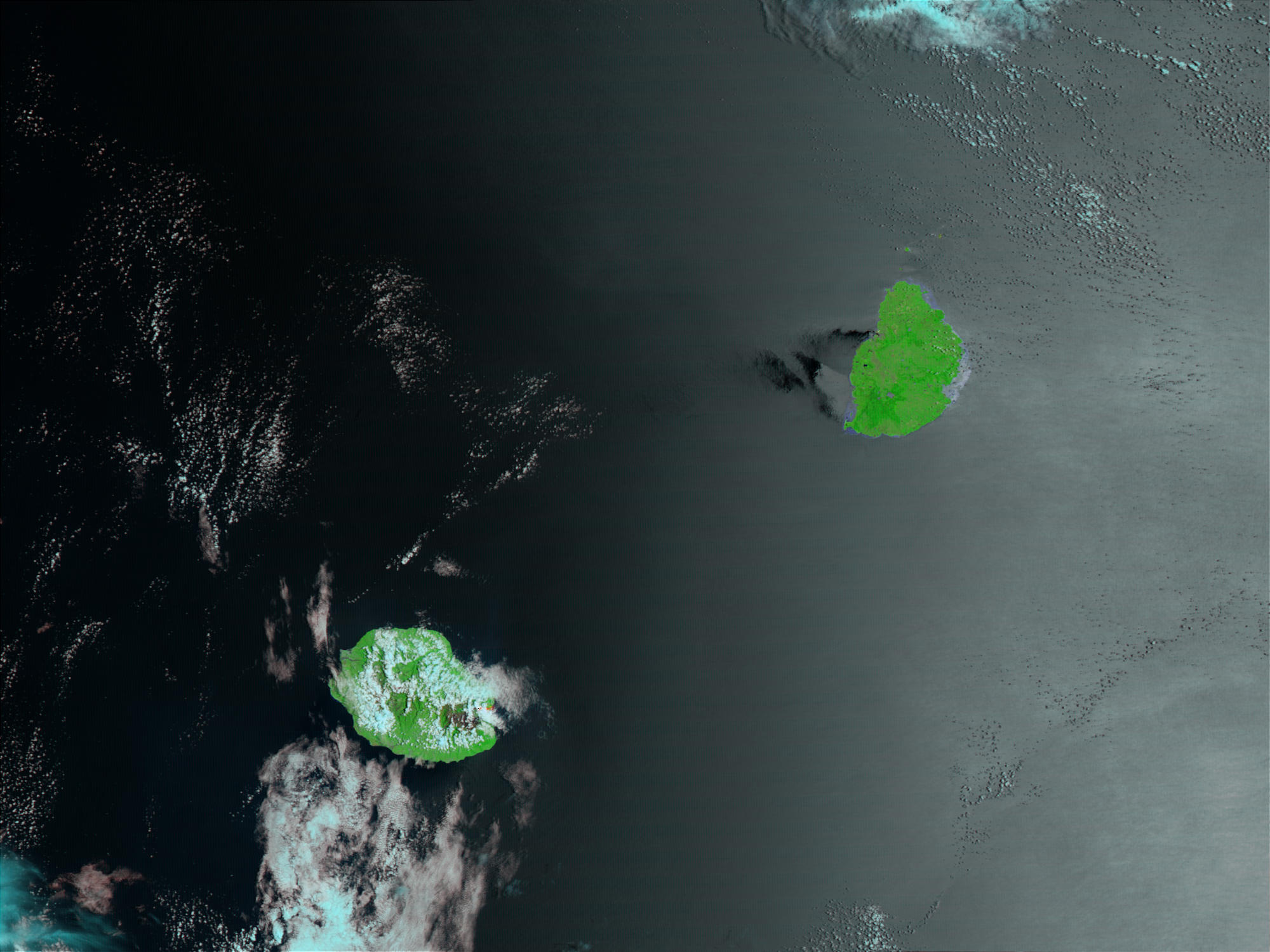
Слева — Реюньон, справа — Маврикий (спутниковый снимок)

Маскаренские острова имеют вулканическое происхождение, окружены коралловыми рифами. Представляют собой отдельный экорегион с уникальной флорой и фауной. Маврикий, старейший из них, образовался 8-10 миллионов лет назад. Острова Реюньон и Родригес образовались 2 миллиона лет назад.
Площадь острова Реюньон — 2512 км², острова Маврикий — 1865 км², острова Родригес — 104 км².
На Реюньоне находится наивысшая точка островов — потухший вулкан Питон-де-Неж (Piton des Neiges), высотой 3069 м. Также на острове находится действующий вулкан Питон-де-ла-Фурнез (Piton de la Fournaise). Этот вулкан, расположенный в юго-восточном углу острова, является одним из самых активных в мире.
Наивысшая точка острова Маврикий — гора Питон-де-ла-Ривьер-Нуар (Piton de la Rivière Noire) высотой 826 м. Остров Родригес поднимается лишь на 398 метров над уровнем моря.
| № | Остров   | Население, чел (2010) | Площадь, км² | Наивысшая точка, м |
| - | -------- | --------------------- | ------------ | ------------------ |
| 1 | Реюньон  | 840 000               | 2512         | 3069               |
| 2 | Маврикий | 1 245 288             | 1865         | 826                |
| 3 | Родригес | 37 838                | 104          | 398                |
|   | Всего    | 2 123 126             | 4481         | 3069               |

## ЭкорегионМаскаренские леса

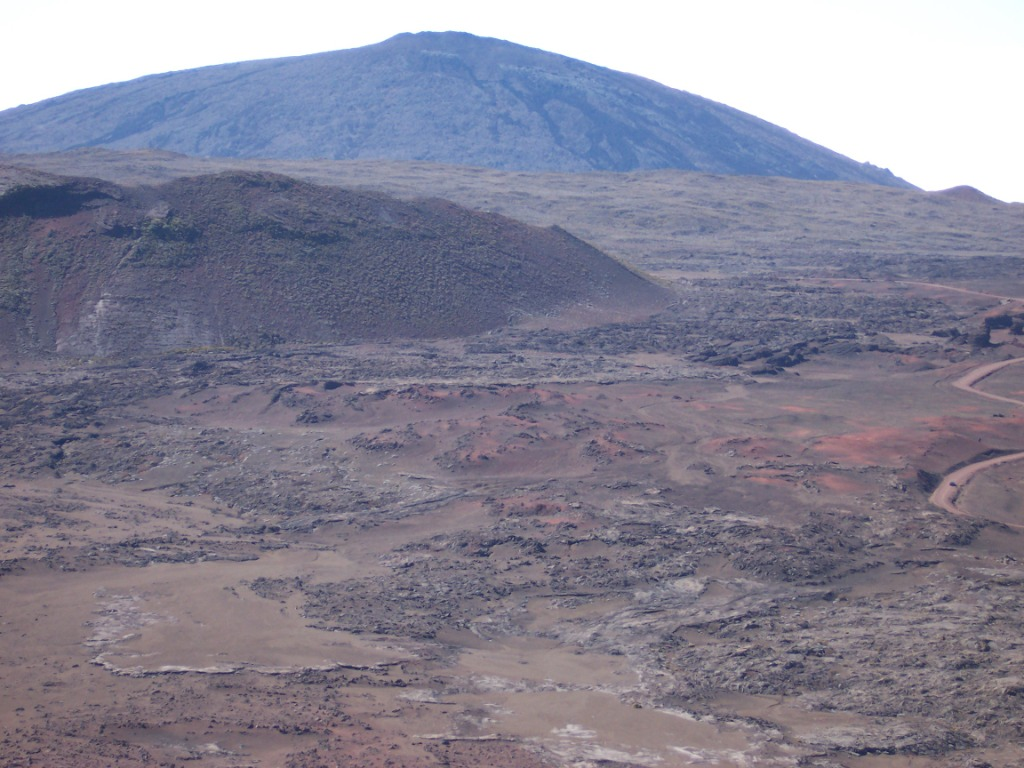
Вулкан Питон-де-ла-Фурнез на Реюньоне

Маскаренские острова образуют отдельный экорегион, известный как Маскаренские леса. Ранее они были покрыты влажными широколиственными лесами. Многие виды флоры и фауны островов эндемичны: растение Psiloxylon mauritanum, все 18 видов рода трохетия (Trochetia) и все три вида латании (Latania), истреблённые нелетающие птицы дронты (додо) (3 вида, по одному на каждый остров), вымирающее дерево додо (Sideroxylon grandiflorum), которое размножалось только благодаря этим птицам, 13 видов рептилий). На островах обитали крупные сухопутные черепахи рода Cylindraspis, которые были истреблены ещё португальцами. Другие виды занесены по морю или птицами с Мадагаскара и Африканского континента. До прихода человека на островах не было млекопитающих, кроме летучих мышей.
Человек свёл большую часть лесов островов, заменив их сахарными плантациями и садами. Были завезены свиньи, крысы, кошки, обезьяны и мангусты, которые нанесли невосстановимый урон экосистемам островов.

## История
C X века острова посещаются арабскими и малайскими мореплавателями.

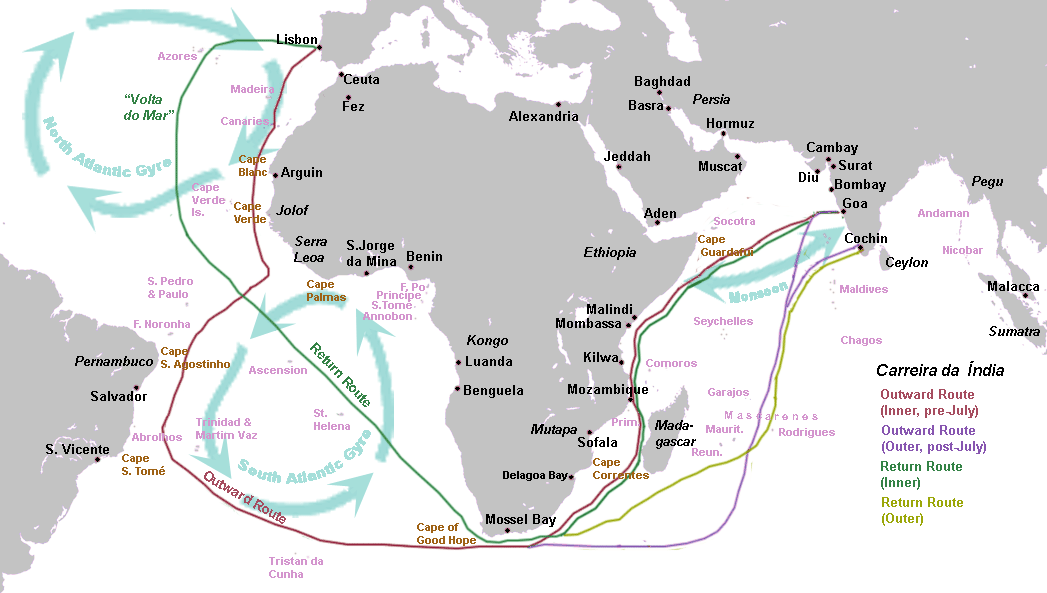
Маскаренские острова были важным пунктом на пути из Европы в Индию (красный) и обратно (зелёный)

Между 1507 и 1572 годами острова были открыты португальцами, которые использовали их как базу для пополнения провианта и запаса воды на своих кораблях.
В 1720 контроль над островами перешёл к Франции. Французы ввозили на острова рабов-негров для работы на сахарных плантациях Маврикия и Реюньона. Во время Наполеоновских войн острова были захвачены Британской империей, которая привлекала для работ на плантациях индийцев, потомки которых составляют большинство современного населения Маврикия и большу́ю общину на Реюньоне. Позже Реюньон был возвращён Франции. В 1968 году острова Маврикий и Родригес вошли в состав государства Маврикий.

## Население
Бо́льшая часть населения — потомки выходцев из Индии, также проживают афро-французские креолы, французы и англичане.

## Экономика
На островах производят сахар, ром, кокосовые орехи, вулканическую соль, копру, ваниль и алоэ-волокно (алойную пеньку).